# 三星財產保險
三星財產保險是三星集團的子公司，亦是保險公司。

## 获奖情况
- 连续3年获得标准普尔信用评级A级。
- 连续2年被《金融时报》评为年度最佳外资财产保险公司。

## 公司沿革
- 1995年4月：北京代表处成立。
- 1996年9月：上海代表处成立。
- 2001年4月：上海分公司成立。
- 2003年5月：青岛代表处成立。
- 2005年4月：法人公司成立。
- 2006年7月：北京分公司成立。
- 2007年12月：深圳分公司成立。
- 2008年7月：苏州分公司成立。
- 2009年2月：青岛分公司成立。
- 2010年4月：更名为三星火灾海上保险（中国）有限公司、三星财产保险（中国）有限公司。
- 2010年6月：车险业务正式开展。